# Meißner
Meißner – miejscowość i gmina w Niemczech, w kraju związkowym Hesja, w rejencji Kassel, w powiecie Werra-Meißner.
Na terenie gminy znajduje się dawny klasztor norbertanów, z XII-wiecznym, romańskim kościołem.